# 活堡龍屬
活堡龍屬是結節龍科恐龍的一個屬，生活於白堊紀的北美洲。牠是一種行動緩慢的四足植食性恐龍，背部有重裝甲盾板，但沒有尾槌。頭顱骨約為 25 公分長，身長可能約 3 公尺不等。
屬名是由拉丁文的「animatus」（意即「有生命的」）及「arx」（意即「堡壘」）結合而成，是按照牠的裝甲特徵而命名。這個名稱來自於古生物學家理查·史旺·魯爾（Richard Swann Lull）對甲龍亞目的評論，魯爾表示牠們是「活生生的堡壘，實際上不能攻破的……」。模式種是「A. ramaljonesi」，種名是以其發現者 Ramal Jones 而來，他的太太 Carol Jones 也在附近發現了一種同時代的恐龍，命名為原賴氏龍。

## 發現及物種

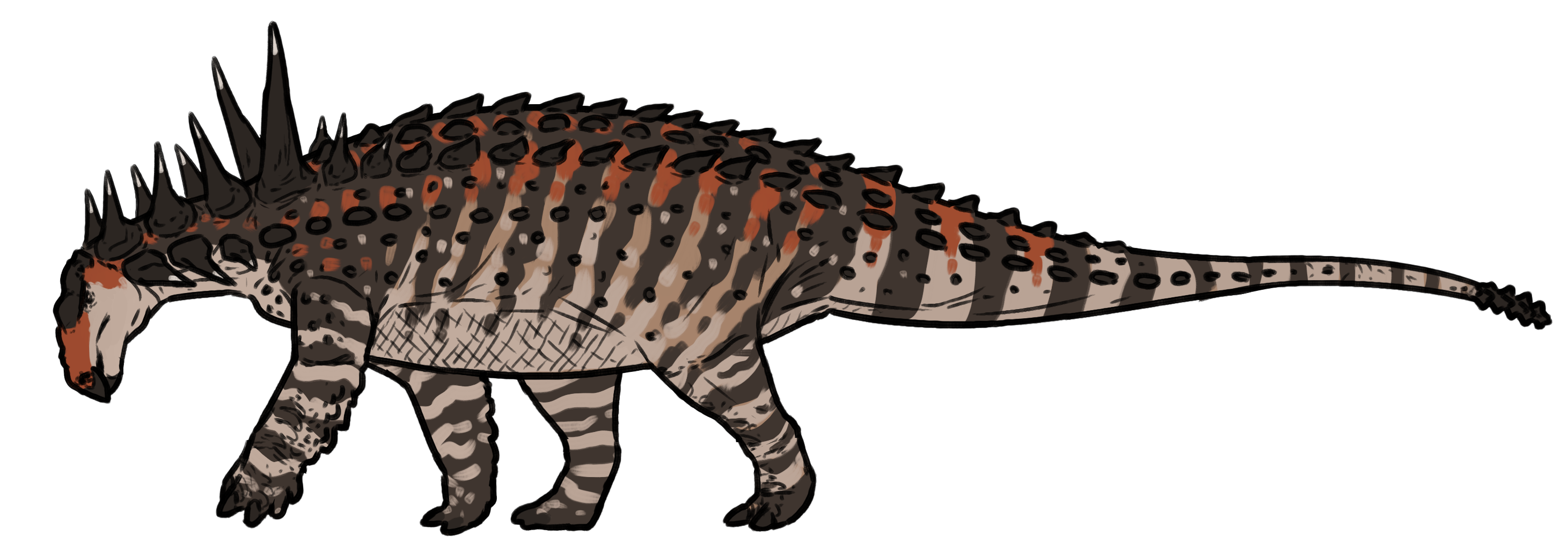
活堡龍的想像圖

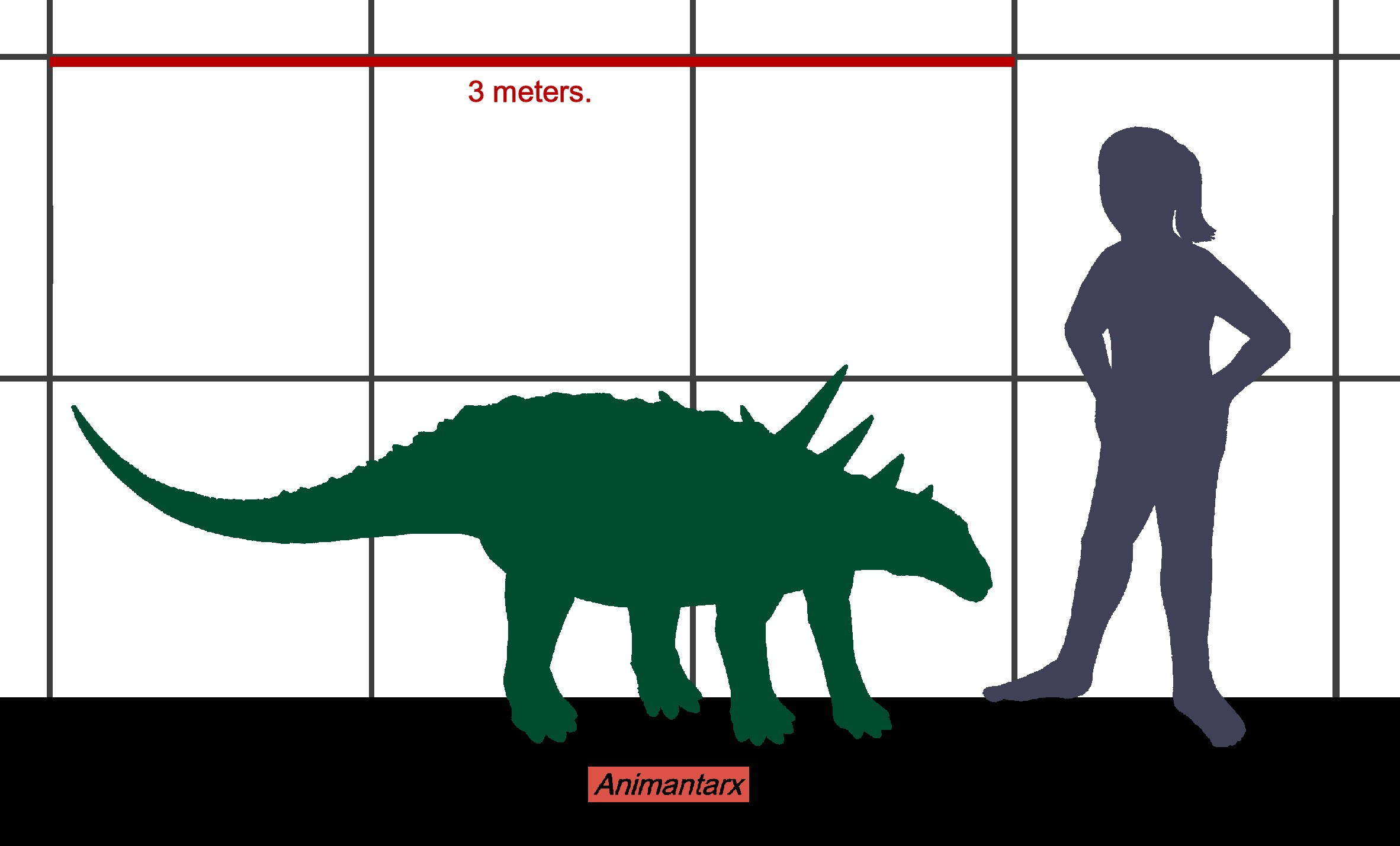
活堡龍與人類體型的比較

活堡龍目前只有一個標本。化石包括：頭顱骨的後半段、下頜、頸椎、背椎、及多個四肢骨頭。活堡龍的特徵是頭顱骨後呈圓頂狀、眶後骨及方顴骨上的小角、及只有一半裝甲的下頜。
這些化石是發現於美國猶他州東部的雪松山組 Mussentuchit 段。這個地層的地質年代是白堊紀的阿爾布階末期至森諾曼階早期，約1億500萬到9,800萬年前。在此地層至少發現有80種其他脊椎動物，包括魚類、青蛙、蜥蜴、蛇、鱷魚、恐龍、鳥類及哺乳動物，但並非每個物種的化石完整，有些尚未命名。此地層還出土很多恐龍，包括肉食性的獸腳亞目，及幾種不同的植食性恐龍，如禽龍類的原賴氏龍。水中生物（如魚類及青蛙）的存在，以及發現化石處的泥岩，顯示這地層過去是一個氾濫平原的環境。
雪松山組的早期地層含有不同的結節龍科物種。最古老的地層是 Yellow Cat 段，當中就含有加斯頓龍；而中間的 Poison Strip 段及 Ruby Ranch 段就有屬於蜥結龍的化石。而 Mussentuchit 段是最年輕的地層，就只有活堡龍。雪松山組的不同年代地層，與不同的結節龍科與恐龍的相對應，產生了雪松山組曾存在者三個不同動物群的假說。Mussentuchit 段的動物群包括很多可能是源自亞洲的動物，這顯示當時有動物由亞洲分散至北美洲。
在這個地區的化石常有少許放射性，而活堡龍的化石是由 Ramal Jones 進行的一個放射性測量中被發現。後來的挖掘就發現了活堡龍的骨骼化石，當中沒有一根骨頭是暴露在地層表面。

## 分類
活堡龍通常都被認為是結節龍科恐龍，雖然牠在結節龍科內的演化關係並不確定。因為牠的圓形眶上孔突、及肩胛骨上的瘤狀肩峰，有學者認為活堡龍是結節龍科的分類未定屬，但大部分近年的甲龍亞目分支系統學分析並不包括活堡龍。兩項針對活堡龍的研究，認為牠們是在結節龍科內埃德蒙頓甲龍的姊妹分類單元。